# Wüstemark (Zeuthen)
Wüstemark ist ein Wohnplatz der Gemeinde Zeuthen im Landkreis Dahme-Spreewald in Brandenburg. Der Ort entstand als Gersdorf, allerdings wandelte sich der Name im 19. Jahrhundert zu Wüstemark.

## Lage
Wüstemark liegt südwestlich des Gemeindezentrums. Im Norden liegt das Naturschutzgebiet Flutgrabenaue Waltersdorf, östlich der Zeuthener Ortsteil Miersdorf, südlich die Stadt Wildau und im Westen der Schönefelder Ortsteil Kiekebusch. Die Bundesautobahn 113 führt westlich in Nord-Süd-Richtung, die Bundesautobahn 10 südlich in West-Ost-Richtung an der Gemarkung vorbei.

## Geschichte

### 14. bis 17. Jahrhundert
Wüstemark wurde 1317 erstmals als Dorf de Gerhardstorp urkundlich ohne weitere Angaben erwähnt. 1375 erschien Gerhartstorpp, Gerhartsstorff, Gerartstorp und Gerhardstorff im Landbuch Karls IV. Es war zu dieser Zeit 43 Hufe groß, davon besaß der Pfarrer drei Pfarrhufen, die frei von Abgaben waren. Demzufolge muss es zu dieser Zeit auch bereits eine Dorfkirche gegeben haben. Im Ort lebten weiterhin ein Schulze sowie vier Kötter; es gab einen Krug. Das Ober- und Untergericht lag beim Markgrafen. Ihm standen auch die Hand- und Spanndienste, die Bede sowie eine Getreidebede zu, die offenbar zu Mittenwalde gehörig war. Alle weiteren Einkünfte, darunter auch abgetretene Anteile derer von Schlieben waren an zahlreiche Bürger aus Berlin und Umgebung weiterverliehen: Der Bürger Gortzk zu Berlin erhielt Einkünfte aus sieben Hufen, die Familie Beschoren aus Beelitz über vier Hufen, der Bürger Reiche in Cölln über 24 Hufe, die Familie Sünde in Berlin von 20 Hufen sowie die Familie Reiche in Berlin über 13 Hufen.
1450 erschien in einem Schlossregister der Ort Gerestorff mit 43 Hufen, davon erneut drei Pfarrhufen. Allerdings waren nur noch 15 Hufe besetzt und nur noch einen Kötter. Vor 1450 gelangte ein Teil des Ortes an die Herrschaft Wusterhausen; aus der Zeit vor 1471 waren dies 14 Hufen. Vor 1471 erhielten die von Enderlein zu Miersdorf 27 Hufen. Die Aufteilung war offenbar das Ergebnis eines Vergleichs zwischen den von Enderlein und den von Schlieben über die Nutzung der mittlerweile offenbar wüst gefallenen Feldmark. Diese wurde 1469 noch als Dorf genannt, war aber offenbar bereits nicht mehr besetzt. Die beiden Familien verständigen sich darauf, dass die von Enderlein für ihre Bauern in Miersdorf das Hütungsrecht auf der gesamten Feldmark behielten, auch wenn die von Schlieben dort eine Schäferei errichten würden. Für den Fall, dass auf der wüsten Feldmark wieder Bauern angesiedelt werden, sollten die von Enderlein anteilig die Erträge aus 27 Hufen, die von Schlieben aus 14 Hufen erhalten, dazu den Zehnt. Einhundert Jahre später hatte sich offenbar keine Veränderung ergeben, denn 1571 würde die Feldmark nach wie vor als wüst, wenn auch anteilig im Besitz derer von Enderlein und der Schenken von Landsberg geführt. Die Anteile derer von Enderlein wurden 1536 und über den Dreißigjährigen Krieg hinaus 1693 nochmals bestätigt. 1680 erhielt der Pfarrer aus Deutsch Wusterhausen den Scheffel Roggen aus der Feldmark Gersdorf. Die von Enderlein konnten ihren Verpflichtungen angesichts der wüsten Bauernhöfe jedoch wohl nicht nachkommen, da aus den Akten ersichtlich war, dass sie 25 Scheffel Roggen jährlich schuldeten.

### 18. bis 21. Jahrhundert

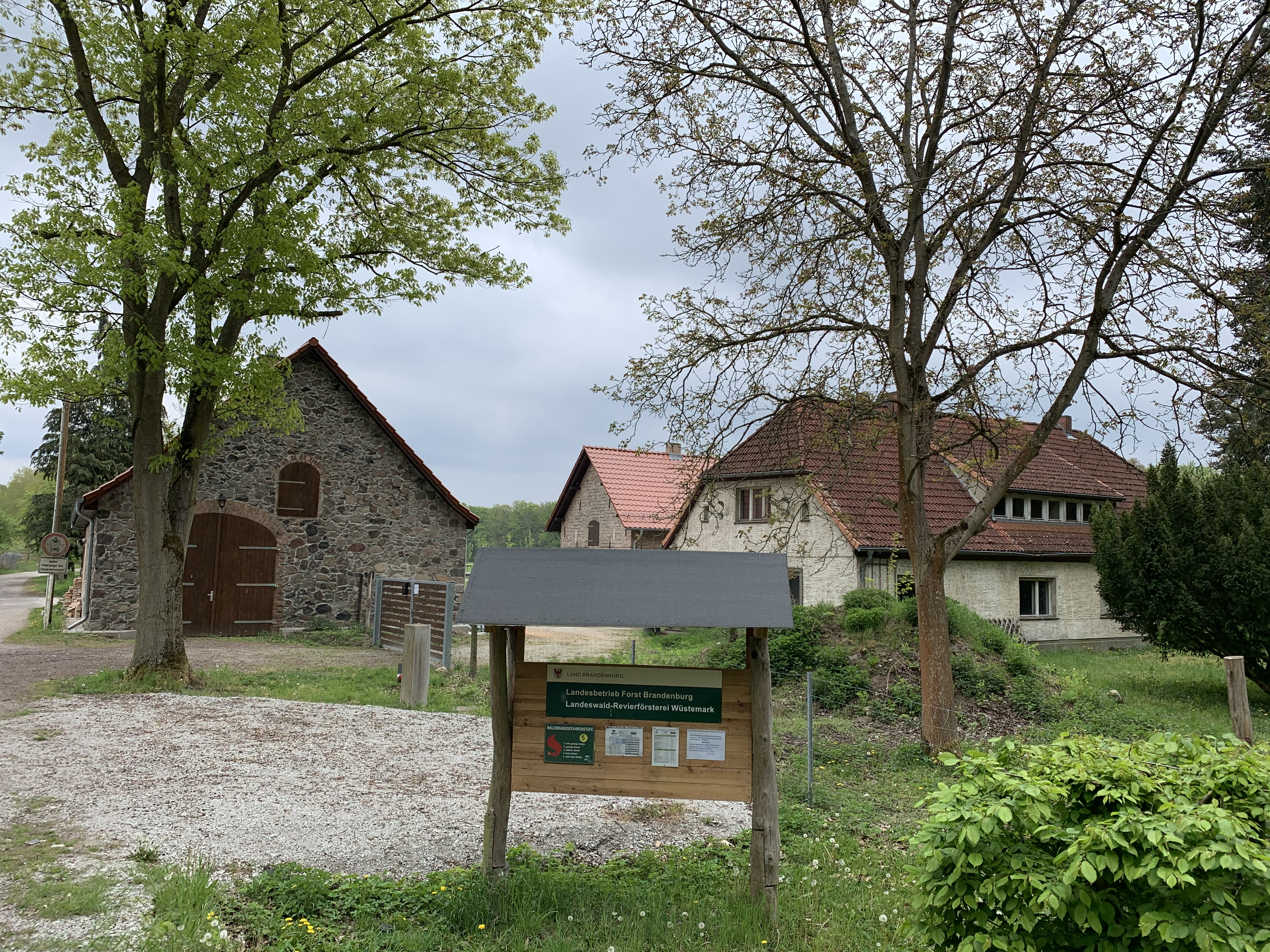
Landeswald-Revierförsterei Wüstemark

Erst 1709 fiel das Gut derer von Enderlein auf der wüsten Feldmark mit den darauf befindlichen Gebäuden an das Königshaus. Von dort wurde es an einen Herrn von Gersdorff verliehen. Ein Jahr später, 1710, erschien erstmals ein Vorwerk Görstorff, das aus einer Meierei von 12 Gebinden („ziemlich baufällig“), einer Scheune von 19 Gebinden sowie einem Hammelstall von 12 Gebinden bestand. 1719 wurden beide Anteile wieder zusammengeführt und kamen in die Herrschaft Königs Wusterhausens. 1743 erschien ein Gersdorf mit einem Vorwerk sowie einem Krug auf einer mittlerweile(?) wieder wüsten Feldmark; 1753 wurde lapidar eine Meierei erwähnt; 1773 ein Adeliges Vorwerk.
1801 bestand eine „Kolonie unweit Waltersdorf auf der wüsten Feldmark Gersdorf, wozu auch Wüstemark gehört“. Mittlerweile hatten sich zwei Einsiedler niedergelassen; es gab zwei Feuerstellen (=Haushalte) und 16 Einwohner. In einem weiteren Dokument erschien erstmals die Bezeichnung Wustermark. Das Vorwerk wurde 1817 und 1840 als Vorwerk, „zu Miersdorf gehörig“ erwähnt. 1860/1861 erschien erstmals die Kombination Wüstemark Görsdorf, später wurde die Gemarkung nur noch Wüstemark genannt. Sie bestand zu dieser Zeit aus einem Forsthaus und zwei Wohnhäusern, während der Gemeindebezirk Miersdorf aus drei Wohn- und drei Wirtschaftsgebäuden bestand. Es gab weiterhin einen Schutzbezirk Wüstemark sowie den Gutsbezirk Königs Wusterhausener Forst. 1929 wurde der Gutsbezirk Wüstemark aufgeteilt. Etwa 500 Hektar Land gingen zur Landgemeinde Kiekebusch, rund 300 Hektar zur Landgemeinde Miersdorf sowie ein Hektar zur Landgemeinde Schulzendorf. Drei Jahre später wurde Wüstemark ein Wohnplatz von Miersdorf und blieb auch 1950 dort. 1957 wurde Wüstemark ein Ortsteil von Zeuthen. Dort besteht seit 1973 eine Revierförsterei Wüstemark der Staatlichen Forstwirtschaftsbetriebe Königs Wusterhausen.

## Bevölkerungsentwicklung
| Jahr      | 1801 | 1817              | 1840              | 1858 | 1925 | 1939               |
| Einwohner | 16   | 137 mit Miersdorf | 142 mit Miersdorf | 20   | 17   | 4223 mit Miersdorf |

## Sehenswürdigkeiten
- Landeswald-Revierförsterei Wüstemark
- Wüstemarker Forst